# Hellmut Bruch

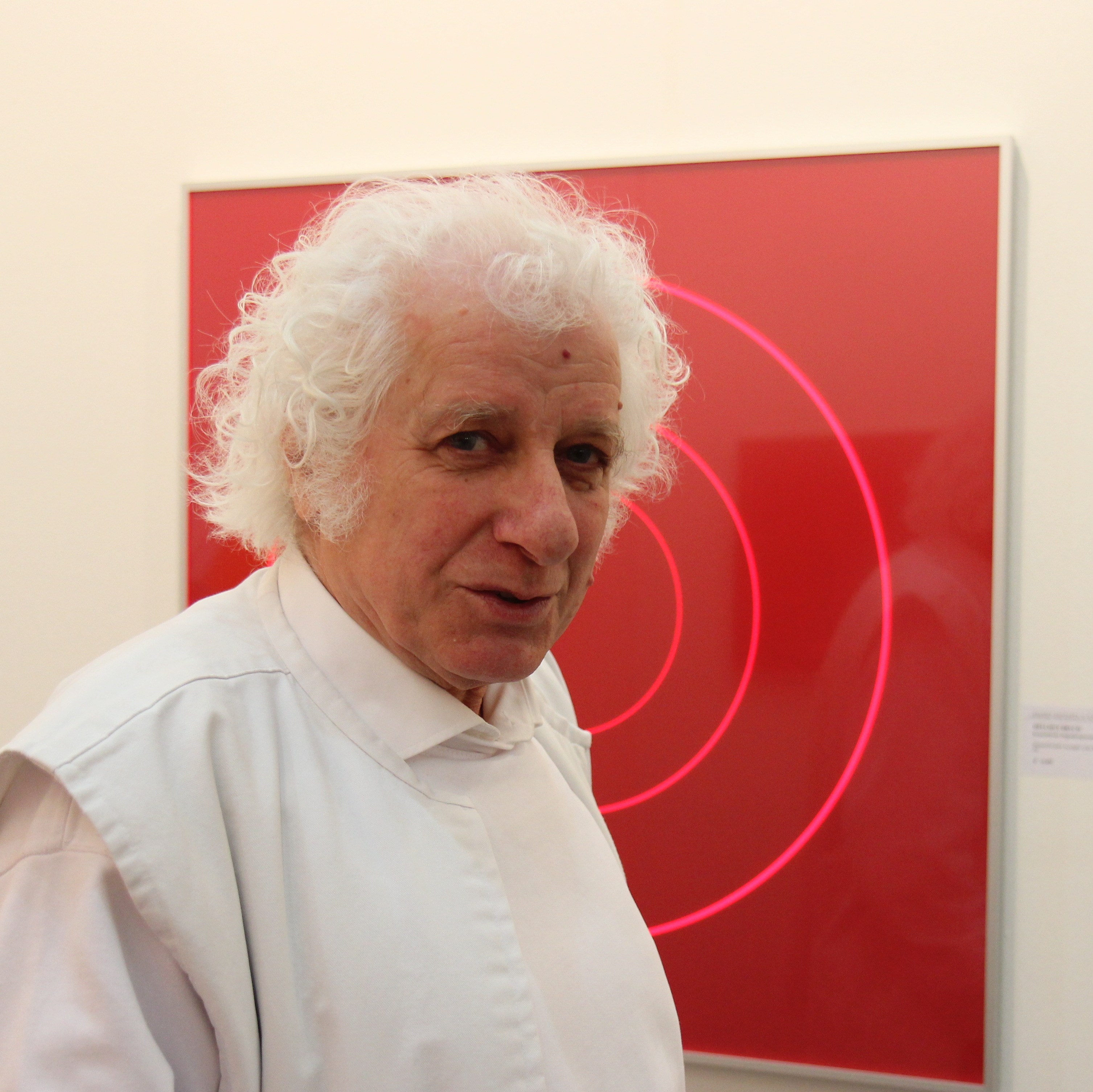
Hellmuth Bruch auf der art Karlsruhe 2013

Hellmut Bruch (* 1936) ist ein österreichischer Bildender Künstler. Er lebt und arbeitet in Hall in Tirol.
Bruch ist als Künstler Autodidakt und gehört seit 1984 der Tiroler Künstlerschaft und seit 1986 der Künstlervereinigung MAERZ an.

## Werk

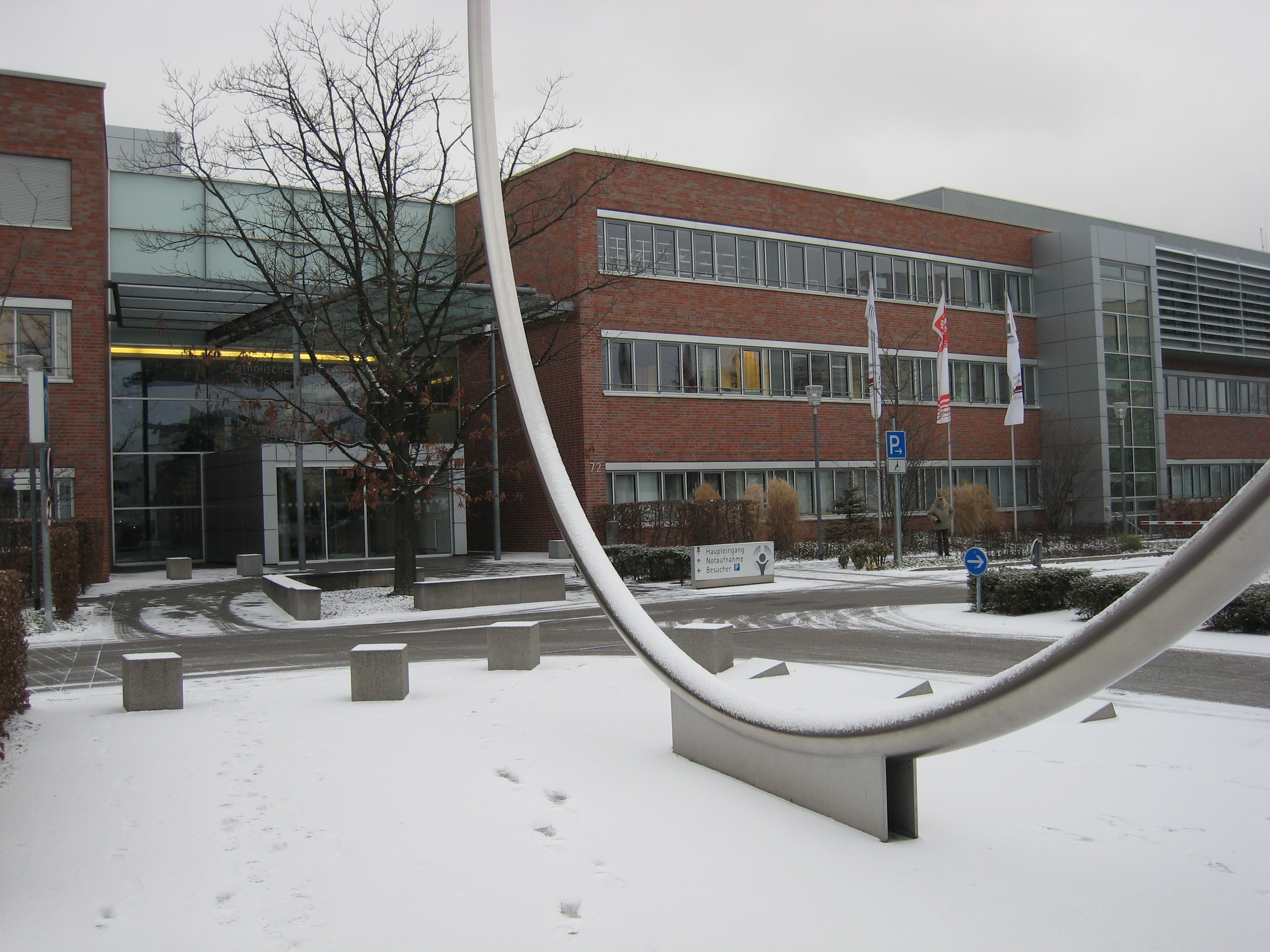
Große Kreisform (Edelstahl) vor dem Katholischen Krankenhaus Erfurt

Die zentralen Themen in den Arbeiten Bruchs sind das Licht und Proportionen, die sich auf Naturgesetzlichkeiten beziehen und in „offenen Formen“ Gestalt annehmen. Seine Arbeiten beziehen sich auf
- das Licht als „offenes Medium“,
- die Gravitation,
- die Fibonacci-Folge bzw. auf den „Goldenen Schnitt“.

Weil sich seine Arbeiten auf die Realität des Immateriellen beziehen, sind seine Plastiken und Skulpturen keine reduzierten Abbildungen oder Abstraktionen des Sichtbaren, sondern folgen jenen Voraussetzungen, die der materiellen Welt Gestalt geben und sie prägen. Die so entstandenen „Offenen Formen“ bauen auf universale Konstanten und münden in die Unendlichkeit.
Als Materialien bevorzugt Hellmut Bruch Edelstahl und transparentes, farbiges, fluoreszierendes Acrylglas.

## Teilnahme an Ausstellungen
Arbeiten des Künstlers wurden in Einzel- und Gruppenausstellungen in Belgien, Brasilien, Deutschland, Estland, Frankreich, Großbritannien, Italien, Israel, Japan, Kanada, Korea, Litauen, den Niederlanden, Österreich, Polen, Russland, Schweden, der Schweiz, der Slowakei, Slowenien, Spanien, Südafrika, Ungarn und den USA gezeigt.

## Arbeiten in Sammlungen
Werke Bruchs befinden sich in öffentlichen und privaten Sammlungen in Brasilien, Deutschland, Frankreich, Großbritannien, Italien, Japan, Kanada, den Niederlanden, Österreich, Polen, Schweden, der Schweiz, Slowenien, Südafrika, Ungarn und den USA.

## Auszeichnungen
- 1997: Großer Ehrenpreis der 13. internationalen Biennale für Kleinplastik in Murska Sobota in Slowenien[1]
- 1997: Ehrenzeichen der Stadt Hall in Tirol[1]
- 1998: Verleihung des Berufstitels Professor durch den österreichischen Bundespräsidenten Thomas Klestil[1]
- 2012: Verleihung des Verdienstkreuzes des Landes Tirol[2]
- 2018: Tiroler Landespreis für Kunst[3]

## TV-Dokumentationen
- 1992: Künstler für eine Welt – Bilder der Hoffnung, Porträt für die One-World-Gruppe, Gestaltung und Redaktion: Krista Hauser, ORF Wien[1]